# Herrengrabenfleet

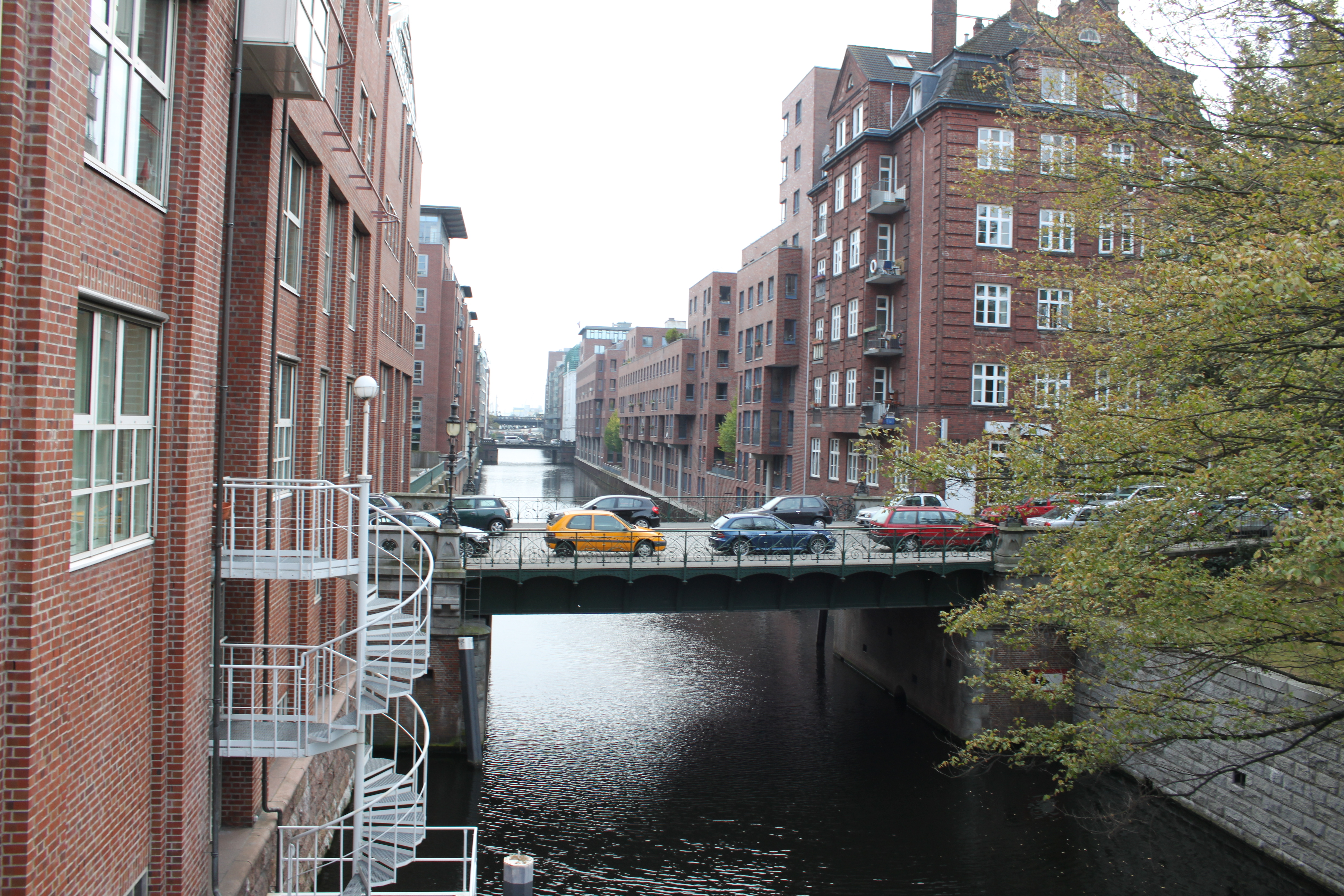
Herrengrabenfleet mit Pulverturmsbrücke

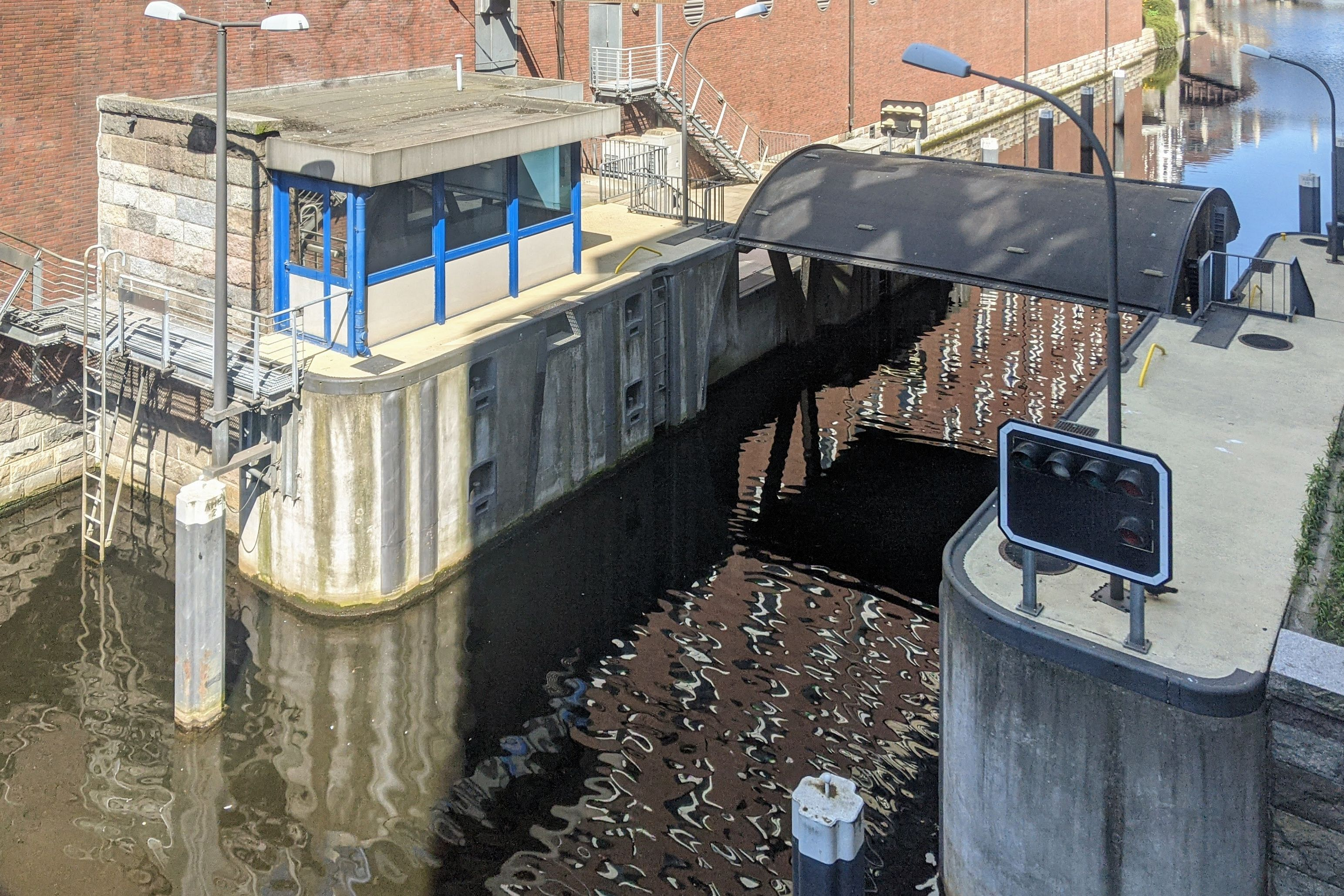
Die Michaelisschleuse oberhalb der Herrengrabenbrücke gilt als amtliche Grenze zwischen Bleichen- und Herrengrabenfleet.

Das Herrengrabenfleet ist ein Fleet in der Hamburger Neustadt. Zusammen mit dem nördlich anschließenden Bleichenfleet wurde es im 15. und 16. Jahrhundert als äußerer Wallgraben vor der damaligen westlichen Stadtgrenze, dem sogenannten Neuen Wall, angelegt. Dieser neue Befestigungswall war von 1475 bis 1547 unmittelbar vor den älteren Verteidigungsanlagen des 13./14. Jahrhunderts (Alter Wall mit vorgelagertem Alsterfleet) errichtet worden. 
Der Name des 1499 angelegten „Herrengrabens“ soll auf das frühere alleinige Fischereirecht der Ratsherren im damaligen Wallgraben zurückgehen, eine andere Deutung spricht den Ratsherren dagegen die Nutzung des Graslandes am Ufer des Grabens zu. Das Bleichenfleet ist nach den einst hier am Alsterufer gelegenen Bleichwiesen benannt. 
1546 wurde der Herrengraben verbreitert und nach Norden durch das Bleichenfleet verlängert, das bis fast an die Binnenalster heranreichte. Beim Bau des großen Hamburger Wallrings 1625 wurde die Verteidigungslinie nach Westen verlegt, so dass der bisherige Stadtgraben seine Schutzfunktion verlor. 1765 wurde das Fleet zu einem 25 Meter breiten Kanal ausgeweitet, vertieft und mit der Elbe verbunden.
Das Herrengrabenfleet beginnt nach heutiger amtlicher Definition im Norden an der Michaelisschleuse und mündet im Süden unter der Straße Baumwall in den Niederhafen. Die Mündung ist seit 1967 durch ein Sperrwerk gegen Sturmfluten gesichert.
Das schmale Landstück zwischen Herrengraben, Bleichenfleet und Alsterfleet wird heute „Fleetinsel“ genannt. Hier befindet sich eines der letzten nicht zerstörten Ensembles der für Hamburg typischen Bürgerhäuser aus dem 17. bis 19. Jahrhundert. Deren Speicher konnten direkt vom Wasser aus beliefert werden, während die Kontore in den repräsentativen Gebäudeteilen zur Admiralitätstraße hin lagen. Seit Ende der 1980er Jahre ist die Fleetinsel ein Zentrum des Hamburger Kunstmarkts: Neben mehreren Galerien für zeitgenössische Kunst sind auch Kunstbuchhandlungen und Ateliers angesiedelt.